# Softs
Softs er et album fra 1976 med den britiske psykedeliske, progressive fusionsjazz-gruppe Soft Machine, der var en af de førende grupper på den såkaldte Canterbury Scene.
Guitaristen Allan Holdsworth forlod gruppen kort efter udgivelsen af albummet Bundles og anbefalede John Etheridge som en mulig erstatning. Det viste sig at være en god løsning, og i sommeren 1975 tog Soft Machine på en stor europæisk koncertturné sammen med grupper som Caravan og Mahavishnu Orchestra. Men gruppens popularitet dalede, da man ikke formåede at vedligeholde den energi, som den nye retning havde medført. Mike Ratledge, der var det sidste af de oprindelige medlemmer, forlod gruppen i marts 1976 og overlod tøjlerne til Karl Jenkins og John Marshall. Softs udkom senere på året med Alan Wakeman på saxofon – en kort gæsteoptræden, da han forlod gruppen igen efter mindre end et halvt år og blev erstattet af violinisten Ric Sanders. Roy Babbington sagde også farvel efter en sidste optræden i Edinburgh og blev erstattet, først af Percy Jones fra gruppen Brand X, og derefter af Steve Cook (tidl. medlem af Gilgamesh/Mirage). Albummet Alive & Well: Recorded in Paris fra 1978 bestod af optagelser fra en fransk turné i juli 1977. Herefter gik det hele i stå, og gruppen gav sin sidste koncert i Bremen i december 1978